# 삼척 천기리 화물열차 탈선 사고
삼척 천기리 화물열차 탈선 사고(三陟川基里貨物列車脫線事故)는 1998년 7월 13일, 강원도 삼척시 미로면 천기리 영동선 영주 기점 약 138 km 지점에서 화물열차가 탈선해 5명이 중경상을 입은 사고이다.

## 개요
한성궤도 소속 직원 5명이 철교 위에서 바이브레이트 교차작업을 벌이려던 중 천안역에서 무연탄을 싣고 동해역으로 가려던 화물열차가 접근하는 것을 발견하고 급히 교량 위 대피소로 피했으나 화물열차가 진입하면서 탈선했고 대피소에 있던 직원들이 열차와 추돌해 약 10m 다리 아래로 추락했다.

## 사고 원인
이날 사고는 레일과 침목을 연결하는 바이브레이트 교차작업 중 연결핀이 제대로 고정되어 있지 않은 상태로 화물열차가 통과해 발생한 것으로 추정된다.

## 인명 피해
이 사고로 한성궤도 소속 선로 보수 작업 반원 5명이 중경상을 입었다.

## 사고 직후
대형 크레인이 탈선한 화물열차를 레일 위로 끌어 내는 작업을 별였으나 열차의 이탈 상태가 심하고 사고 현장이 철교 교량인데다 레일이 해체되어 완전 복구를 상당히 어렵게 만들었다.